# Innatex
Die INNATEX (Internationale Fachmesse für nachhaltige Textilien) ist eine seit 1997 stattfindende Fachbesucher-Messe, die im Messecenter Rhein-Main in Hofheim-Wallau halbjährlich ausgerichtet wird. Sie ist weltweit die einzige internationale Ordermesse für nachhaltige Textilien, die neben dem klassischen Bekleidungssektor auch zahlreiche weitere textile Produktgruppen wie unter anderem Accessoires, Heimtextil, Stoffe, Spielzeug eine Vertriebs- und Kommunikationsplattform bietet.
Unter der Schirmherrschaft des IVN (Internationaler Verband der Naturtextilwirtschaft e. V.) rücken neben den ökologischen Faktoren auch soziale Aspekte in den Fokus der Betrachtung von Ware und der Wertschöpfungskette. Bis heute sind regelmäßig mehr als 200 Aussteller aus rund 20 Ländern sowie über 2.000 Fachbesucher zu Gast auf der INNATEX, die von der MUVEO GmbH, einer 100-prozentigen Tochter des Wirtschaftsverbandes der Handelsvertretungen Hessen/Thüringen, aus Frankfurt am Main veranstaltet wird.
Die INNATEX ist neben dem GREENshowroom und der Ethical Fashion Show Berlin Mitveranstalter der im Rahmen der Fashion Week in Berlin stattfindenden GreenLounge.